# 工程經濟
工程經濟（Engineering Economics）是經濟學的一個分支學門，是在決定投資方案中擇一時，用以決定的經濟方法。
通常包含以下主題：
- 金錢的時間價值
- 投資方案的評估
- 損益平衡分析
- 折舊的影響
- 稅金的影響
- 通貨膨脹的影響